# 1950 en Alberta
Chronologie de l'Alberta
- 1946
- 1947
- 1948
- 1949
- 1950
- 1951
- 1952
- 1953
- 1954

Cette page concerne des événements qui se sont produits durant l'année 1950 dans la province canadienne de l'Alberta.

## Politique

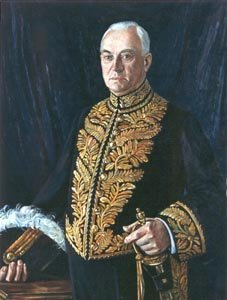
John James Bowlen

- Premier ministre : Ernest Manning du Crédit social
- Chef de l'Opposition :
- Lieutenant-gouverneur :  John Campbell Bowen, jusqu'au 31 janvier, puis John James Bowlen.
- Législature :

## Naissances
- 28 avril : Stuart Gillard, réalisateur et acteur ;

- 7 juillet : Leon Earl Benoit, homme politique canadien ; il a été député à la Chambre des communes du Canada, représentant la circonscription albertaine de Vegreville—Wainwright de 2004 à 2015 sous la bannière du Parti conservateur du Canada.
- 20 juillet : Tantoo Cardinal (née à Fort McMurray), actrice canadienne de cinéma et de télévision.

- 8 août : Gregory Linn Polis (né à Westlock et mort le 17 mars 2018), joueur professionnel de hockey sur glace. Il évoluait au poste d'ailier gauche.

- 8 novembre : Dennis Fentie, homme d'affaires et homme politique ;

- 26 décembre : Glen Pearson, homme politique né à Calgary .